# Vlaho Bukovac
Vlaho Bukovac, eigenlijk Biagio Faggioni (Cavtat, 4 juli 1855 - Praag, 23 april 1922), was een Kroatisch kunstschilder. Hij werkte in diverse stijlen, waaronder het realisme en het impressionisme.

## Leven en werk

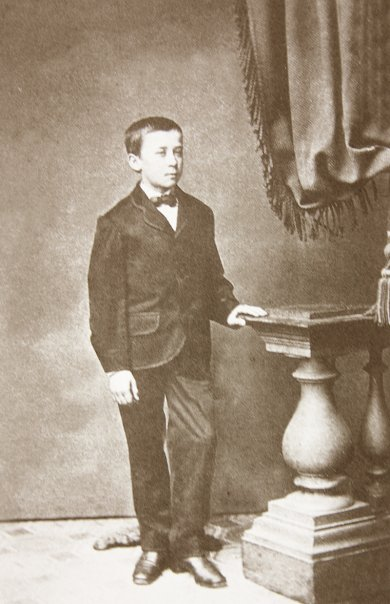
De jonge Bukovac

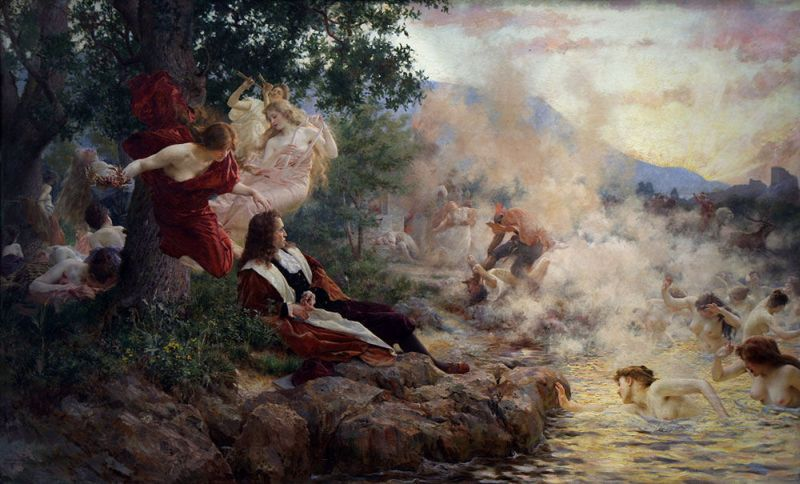
Gundulic's droom, 1897

Bukovac werd geboren in de regio Dalmatië, emigreerde in 1866 met een oom naar New York en woonde in de jaren 1870 in Peru en later San Francisco. Daar leerde hij als autodidact kunstschilderen. In 1877 ging hij naar Parijs, waar hij studeerde aan de École nationale supérieure des beaux-arts, onder Alexandre Cabanel. Van 1885 tot 1893 werkte hij in zijn geboortestreek Dalmatia en in Belgrado, onder andere aan het Servische hof. In 1893 ging hij naar Zagreb en in 1902 naar Wenen. Een jaar later werd hij leraar aan de Academie voor Beeldende Kunsten te Praag, waar hij tot aan zijn dood zou blijven leven en werken. Hij leidde tal van jonge kunstschilders op, waaronder Emil Filla, Bohumil Kubišta en Bedřich Feigl.
Bukovac was een eclectisch kunstschilder die werkte in diverse stijlen. Aanvankelijk had hij vooral succes met werken in een realistische stijl, vaak genrewerken en landschappen. Exemplarisch hiervoor zijn La Grande Iza waarmee hij in 1882 veel succes had in de Parijse salon, en het monumentale Gundulic's droom uit 1897. Na de eeuwwisseling werkte hij steeds vaker in de stijl van het impressionisme en ook wel het pointillisme. Sommige van zijn werken worden ook wel geassocieerd met de jugendstil. Bukovac was in zijn tijd ook bekend als portretschilder en reisde diverse malen voor opdrachten naar Engeland. Zijn portret van Alexander I van Joegoslavië uit 1922 kreeg in het toenmalige Joegoslavië nationale bekendheid. Hij maakte veel vrouwenportretten naar modellen, niet in opdracht, vaak ook naakten.
Bucovac exposeerde in heel Europa, onder meer in de Parijse salon, op de Biënnale van Venetië, bij tentoonstellingen van de Wiener Secession en op de Wereldtentoonstelling van 1900 te Parijs. In 1918-1919 maakte Bukovac deel uit van de Tsjechische delegatie tijdens de Conferentie van Versailles. Hij overleed in 1922, 66 jaar oud. In 2009 vond een grote retrospectieve tentoonstelling van zijn werk plaats in het Gemeentemuseum Den Haag.

## Vrouwenportretten

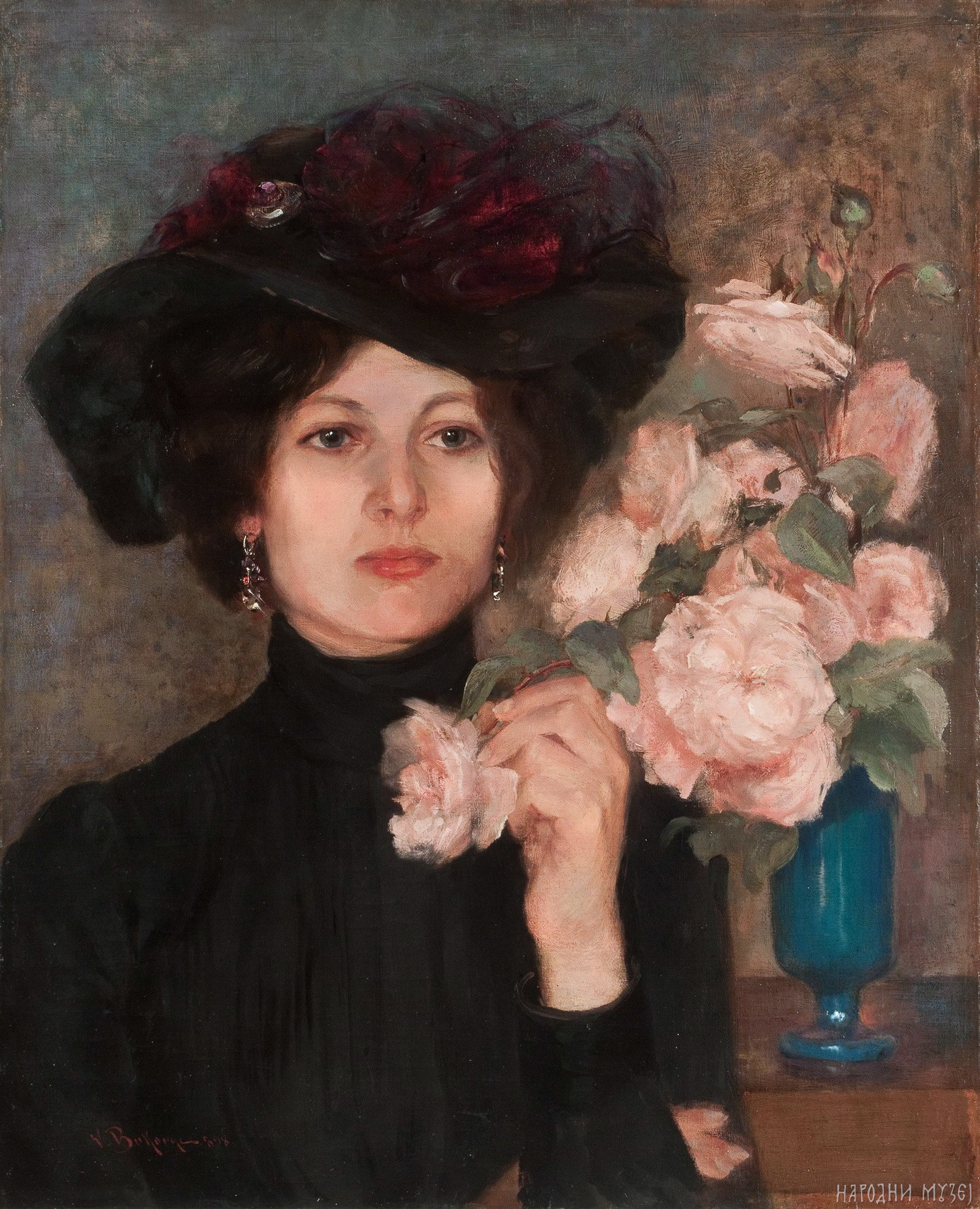
Baroness Rukavina
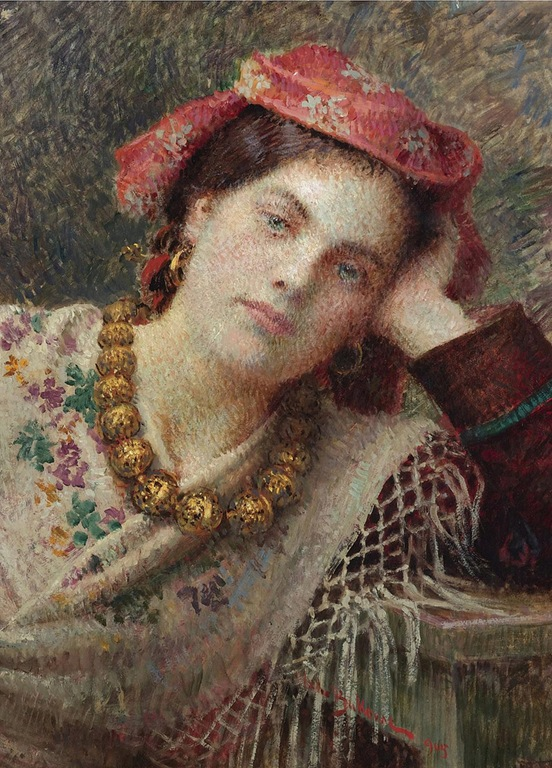
Dagdromen
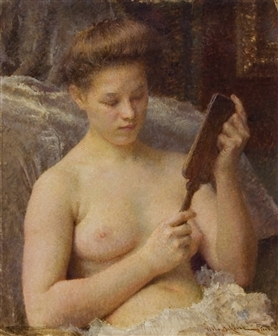
Koketa
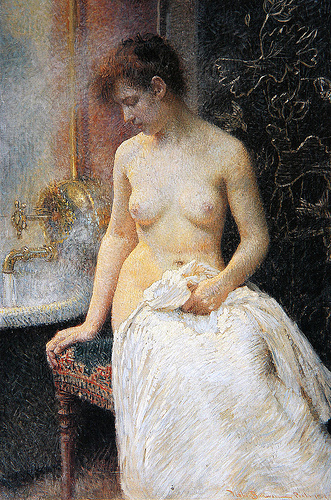
Het bad
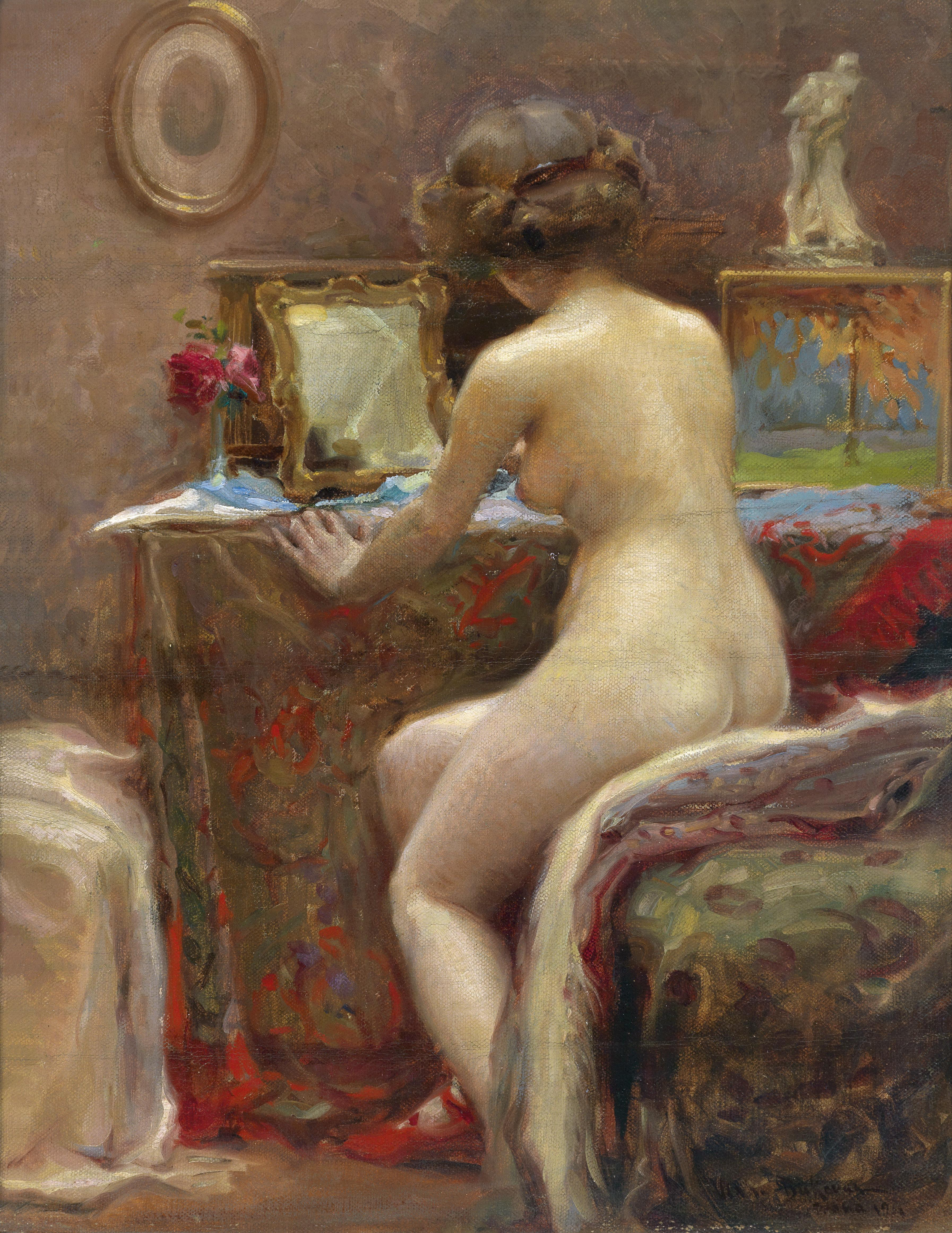
Voor de toiletspiegel
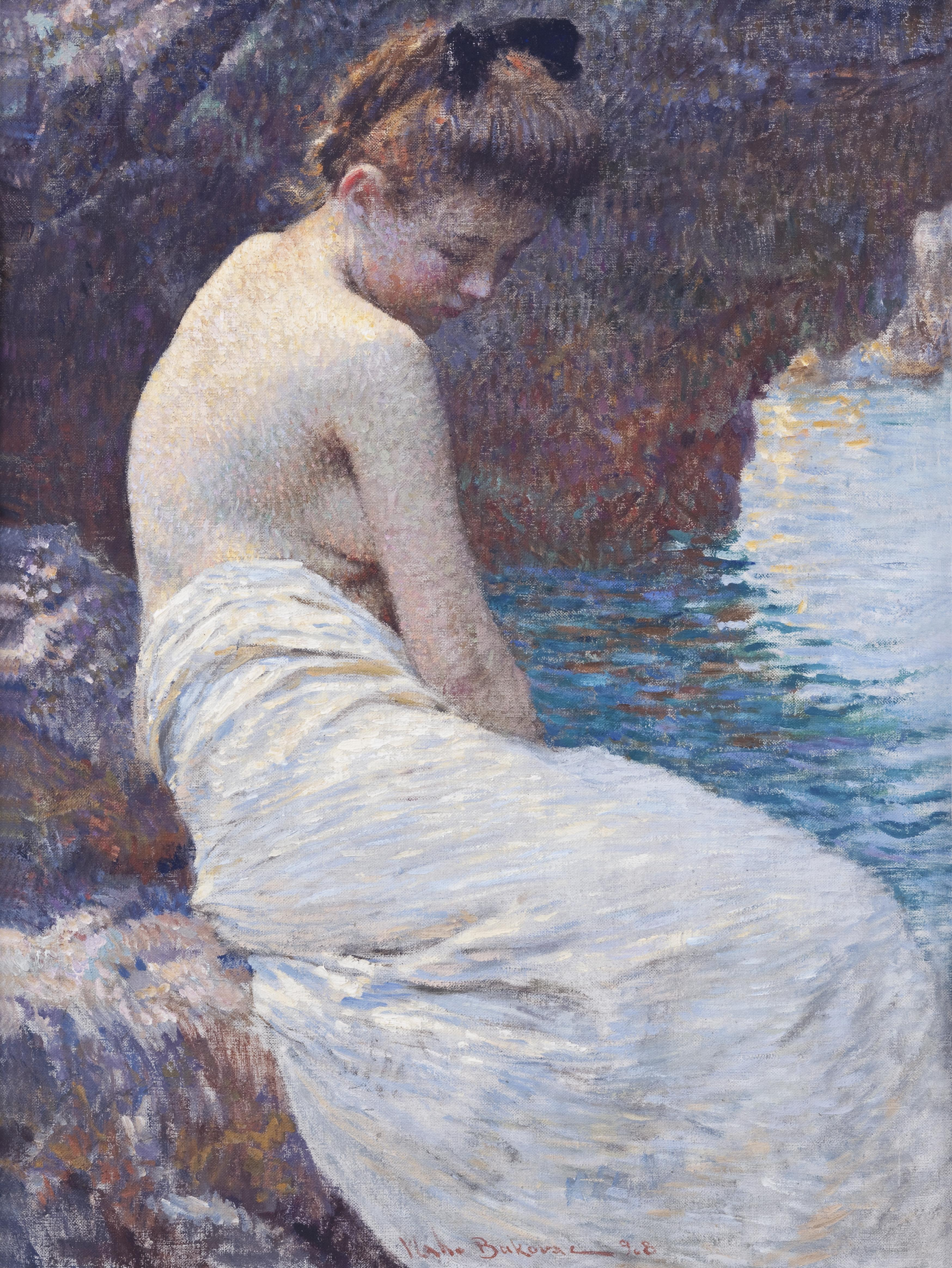
Aan de oever
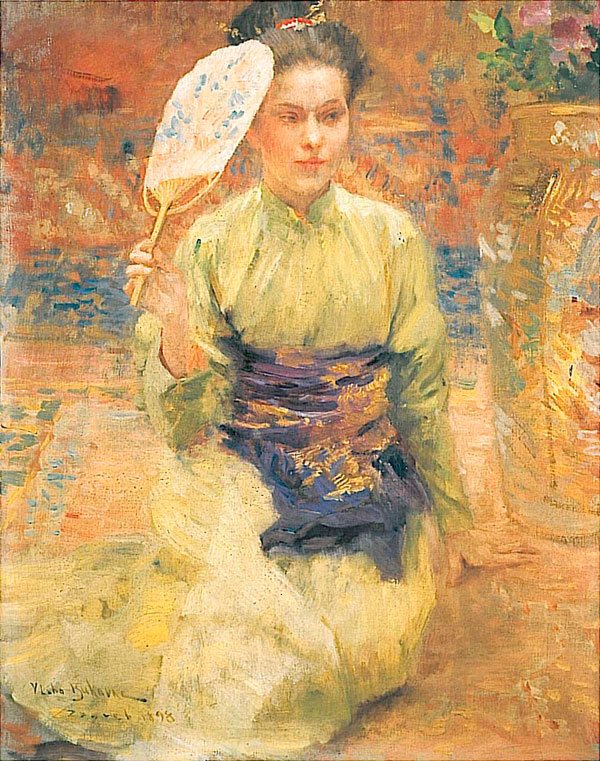
Japanse
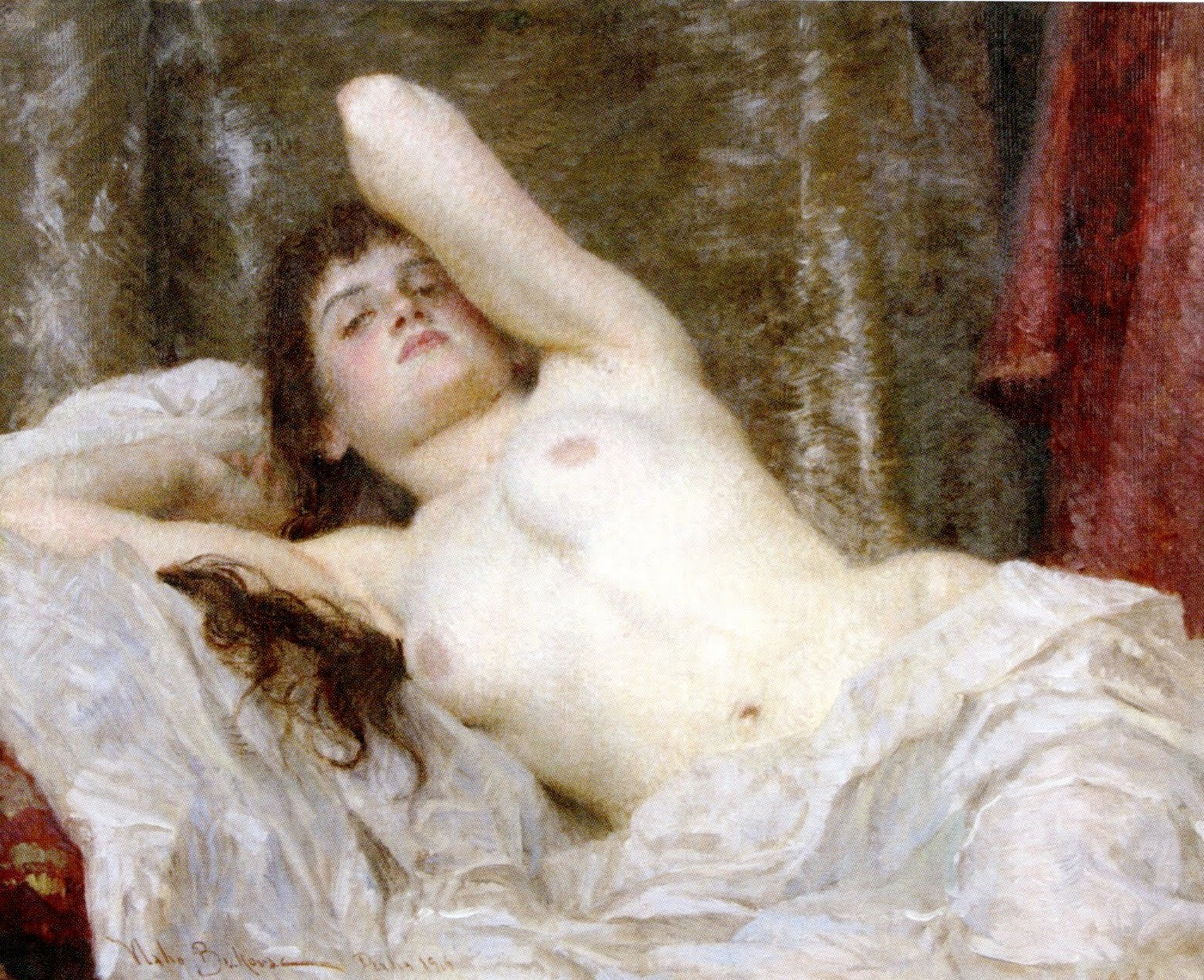
Naakt
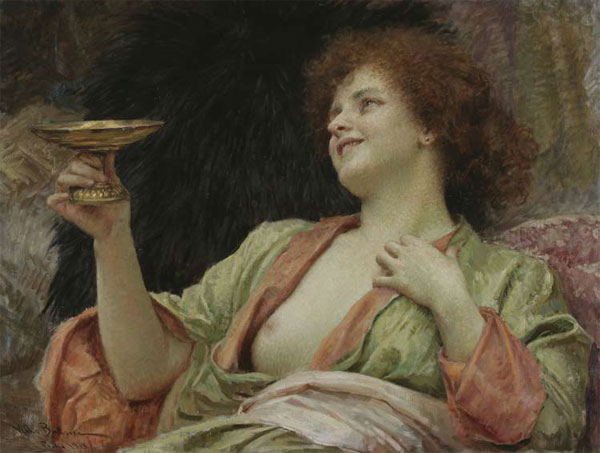
De toast
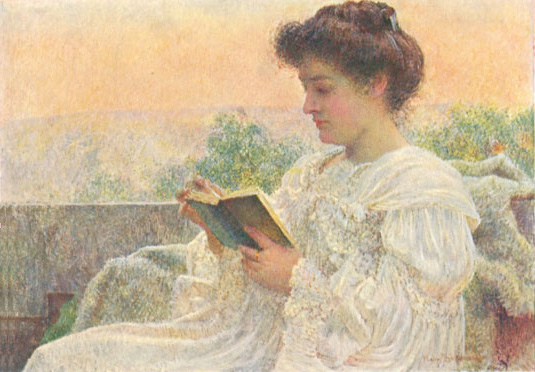
Lezende vrouw